# 581 Tauntonia
581 Tauntonia este o planetă minoră (asteroid), cu un diametru de 61,481 km, din centura de asteroizi. A fost descoperită pe 24 decembrie 1905 la Taunton⁠(d) de Joel Hastings Metcalf⁠(d) și a fost numită după Taunton⁠(d). 
Obiectul prezintă o orbită caracterizată de o semiaxă mare de 3,2118780957366 UAi, o excentricitate de 0,035085595817348, o înclinație de 21,854 ° în raport cu ecliptica.